# Горгани і Тавпіширка

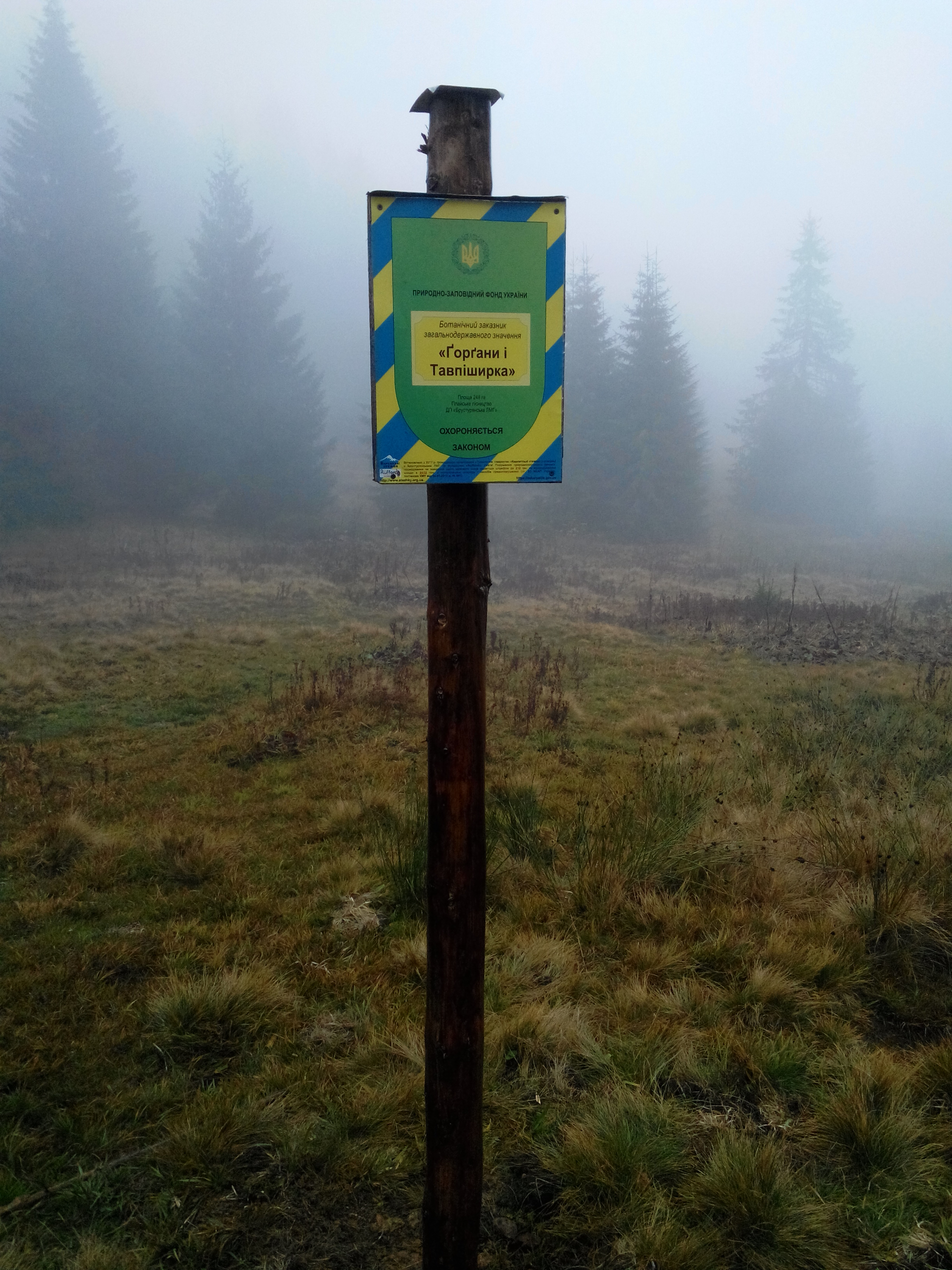
Межовий знак заказника на пол. Квасна

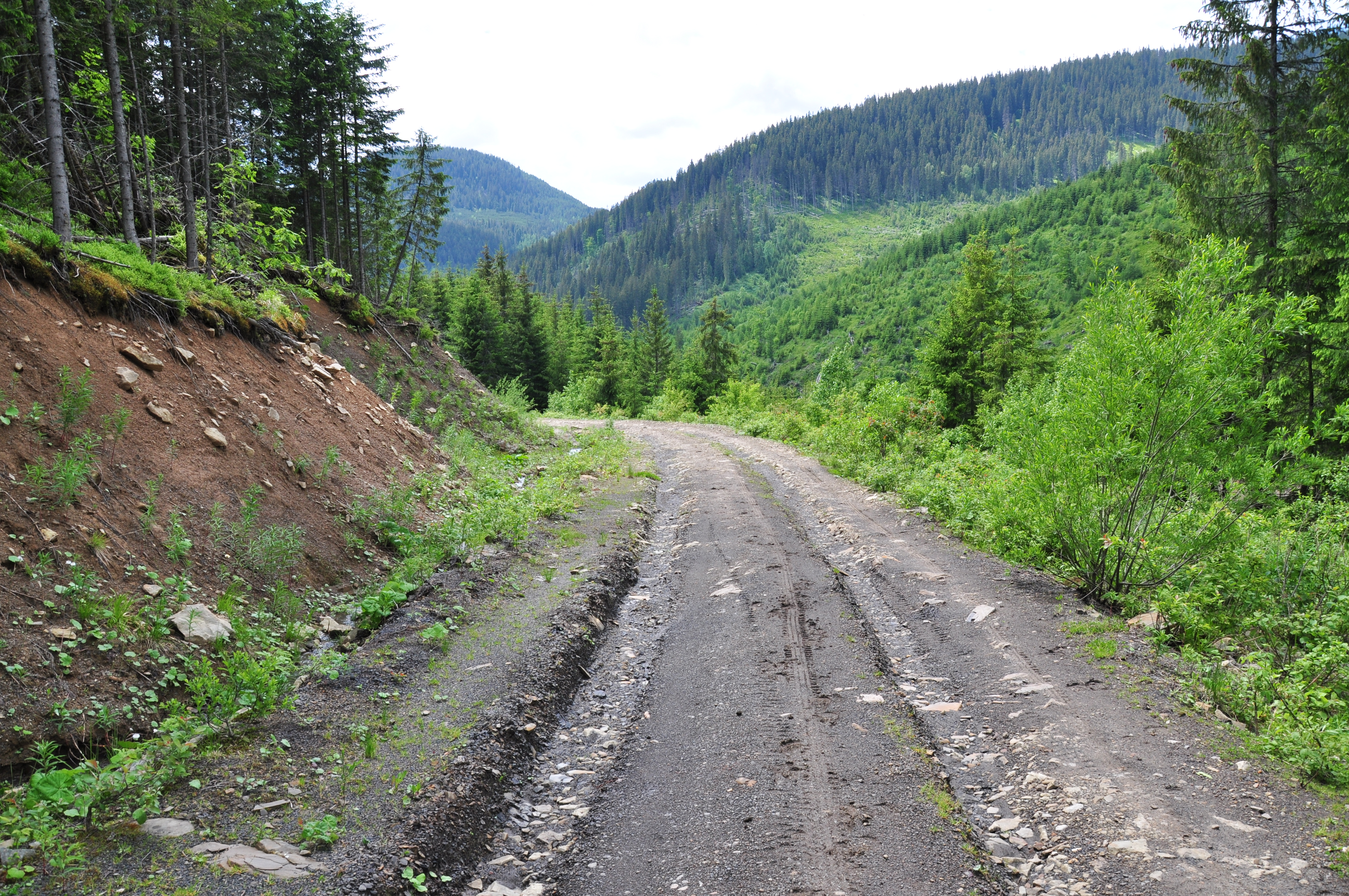
У верхів'ях р. Плайська (вид з нової лісовозної дороги, зі схилу г. Тавпиш)

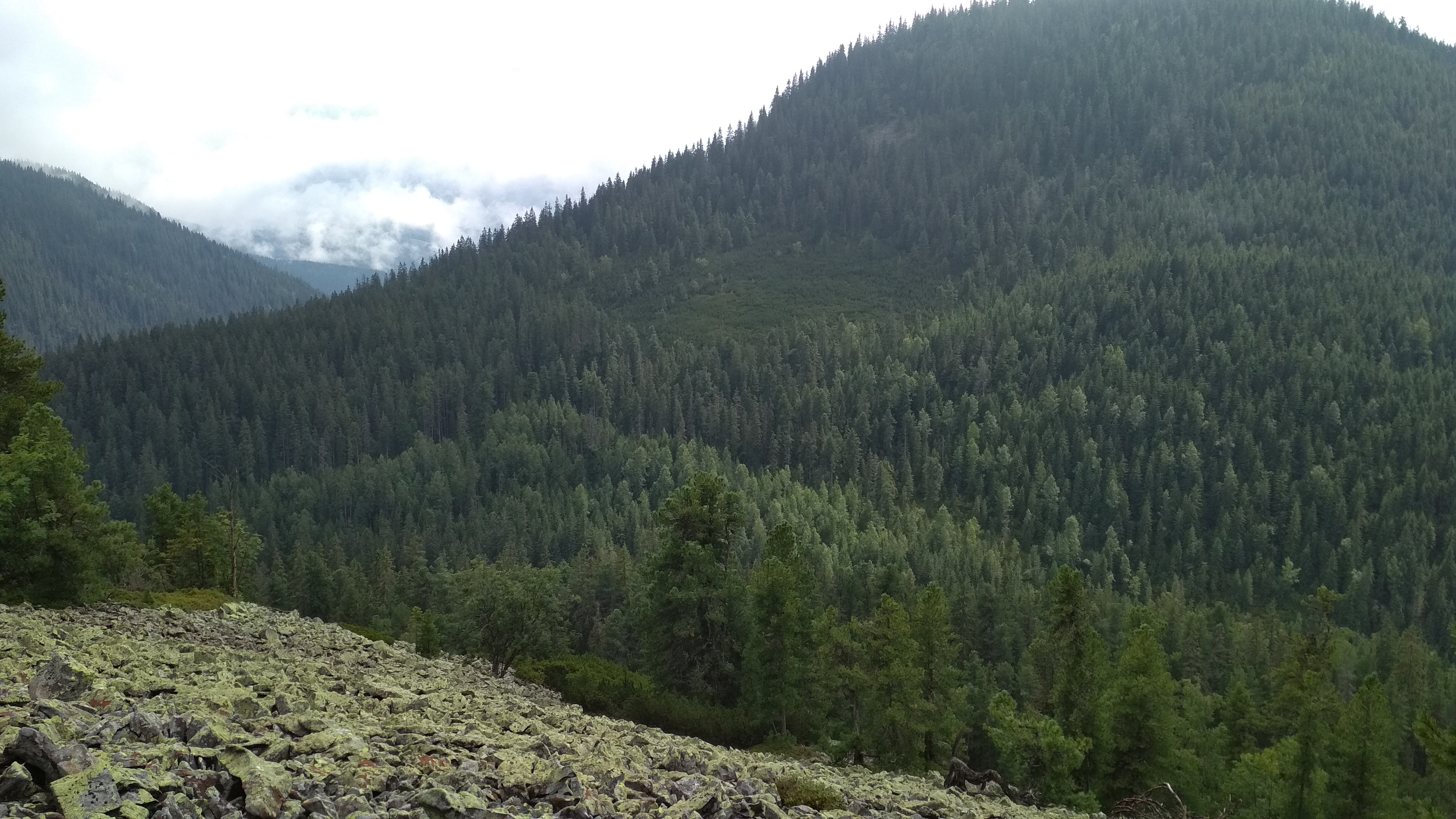
Вигляд долини потоку Горган з екостежки

Горга́ни і Тавпіши́рка (стара назва ― Горгани) — ботанічний заказник загальнодержавного значення в Україні. Розташований у межах Тячівського району Закарпатської області, на північний схід від села Брустури, у верхів'ях річки Плайська. 
Площа 248 га. Статус присвоєно 1972 року. У 1974 році затверджений на республіканському рівні. Перебуває у віданні ДП «Брустурянське ЛМГ». 
Охороняються острівні насадження сосни кедрової європейської — реліктового виду, занесеного до Червоної книги України. Дерева віком понад 180 років, окремі — до 280–300 років. У рослинному покриві є також ялинові ліси з домішкою ялиці білої, бука лісового та поодинокого явора. У травостої — аспленій зелений, блехнум колосистий, брусниця, чорниця, листовик сколопендровий. З рідкісних — баранець звичайний та булатка великоцвіта, занесені до Червоної книги України. 

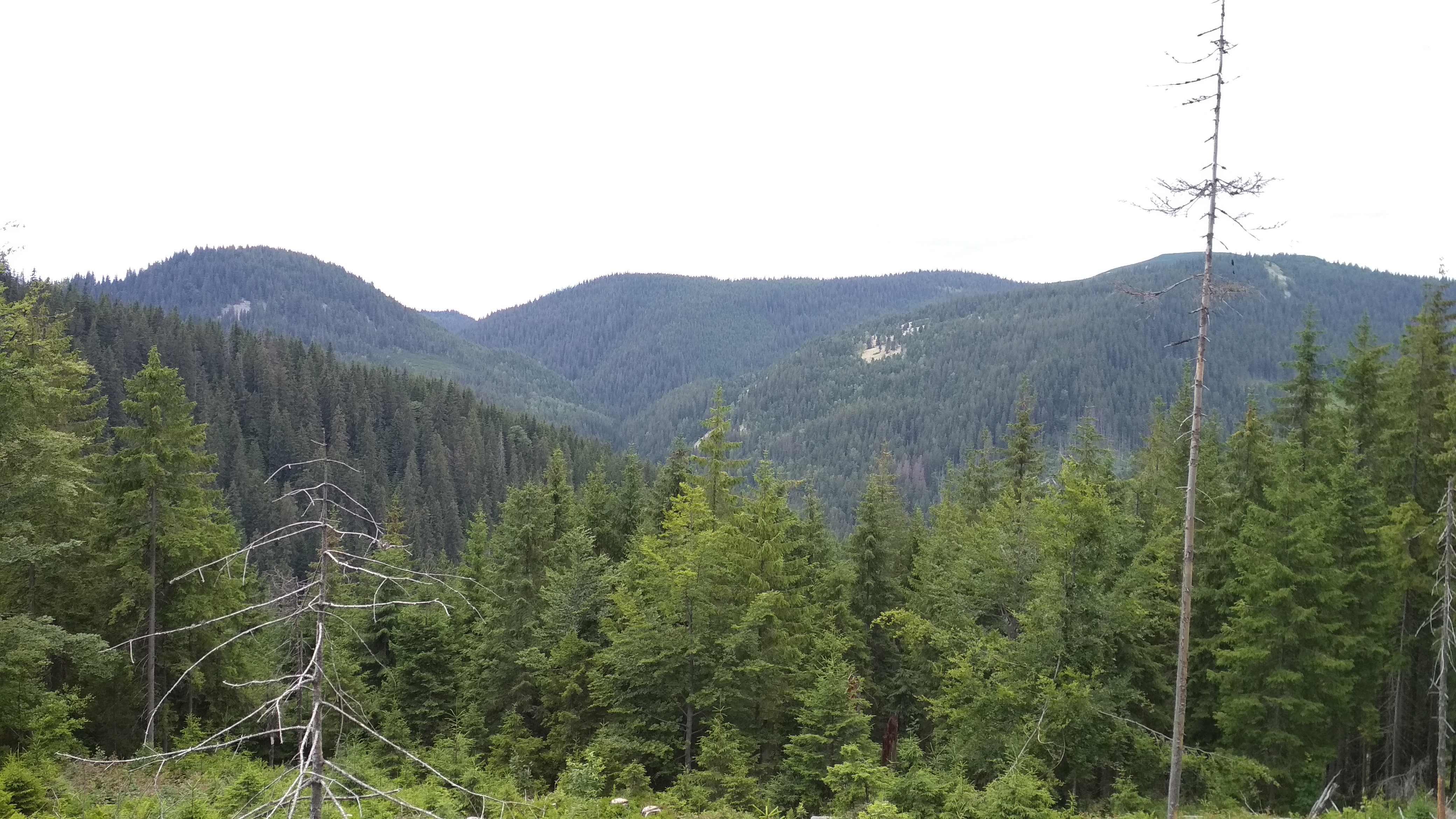
Західна частина заказника (вид зі старого кордону)

Характерні види тварин: олень карпатський, рись, куниця кам'яна, ведмідь бурий, саламандра, глухар. Трапляються також кіт лісовий і тритон альпійський, занесені до Червоної книги України.

## Підтримка заповідного режиму
У 2017-18 рр. у співпраці ДП «Брустурянське ЛМГ» та громадської організації «Туристичне товариство «Карпатські стежки» було встановлено межові охоронні знаки об'єкта ПЗФ та інформаційно-охоронний стенд.

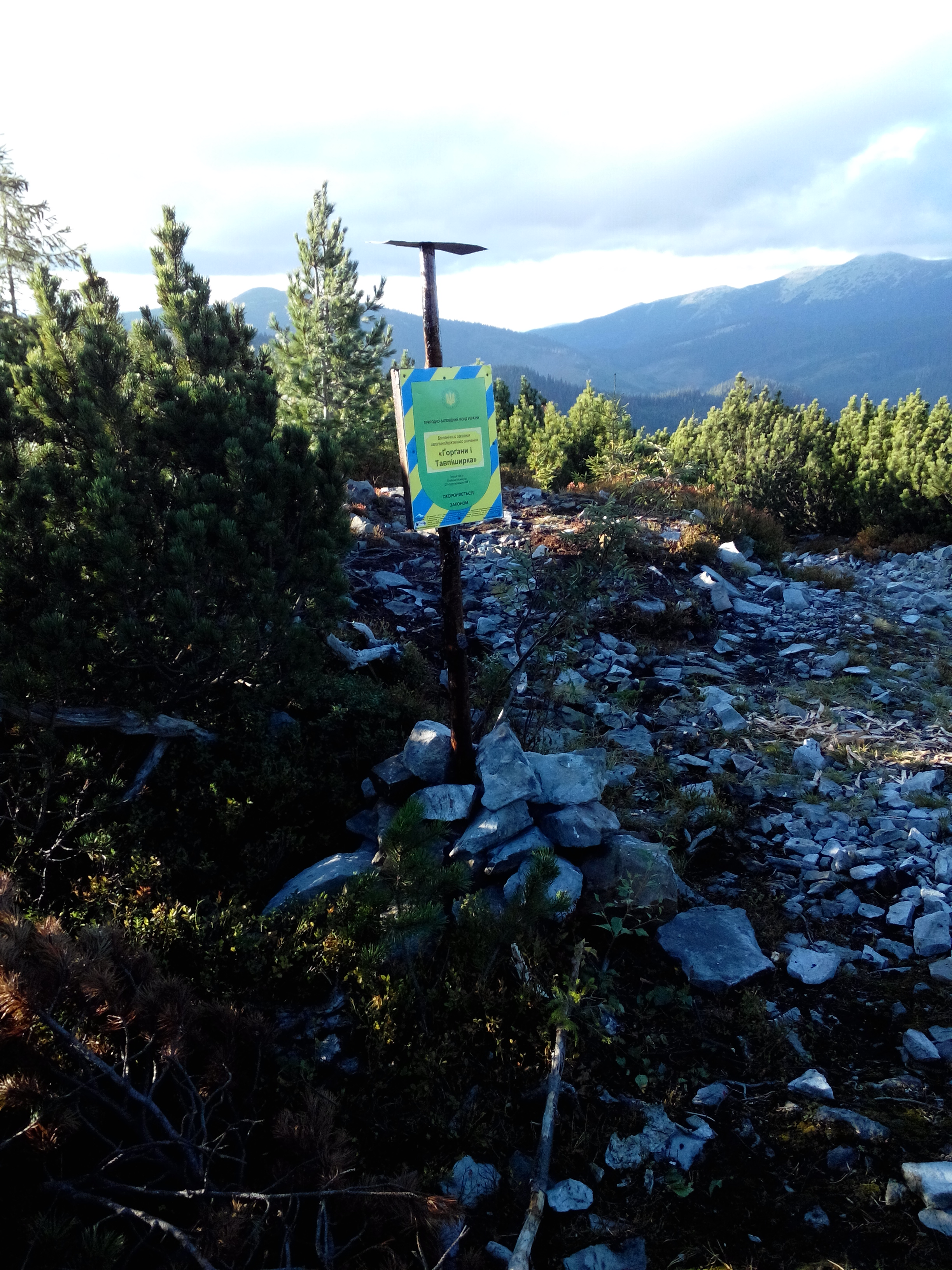
Межовий знак на хребті Тавпіширка

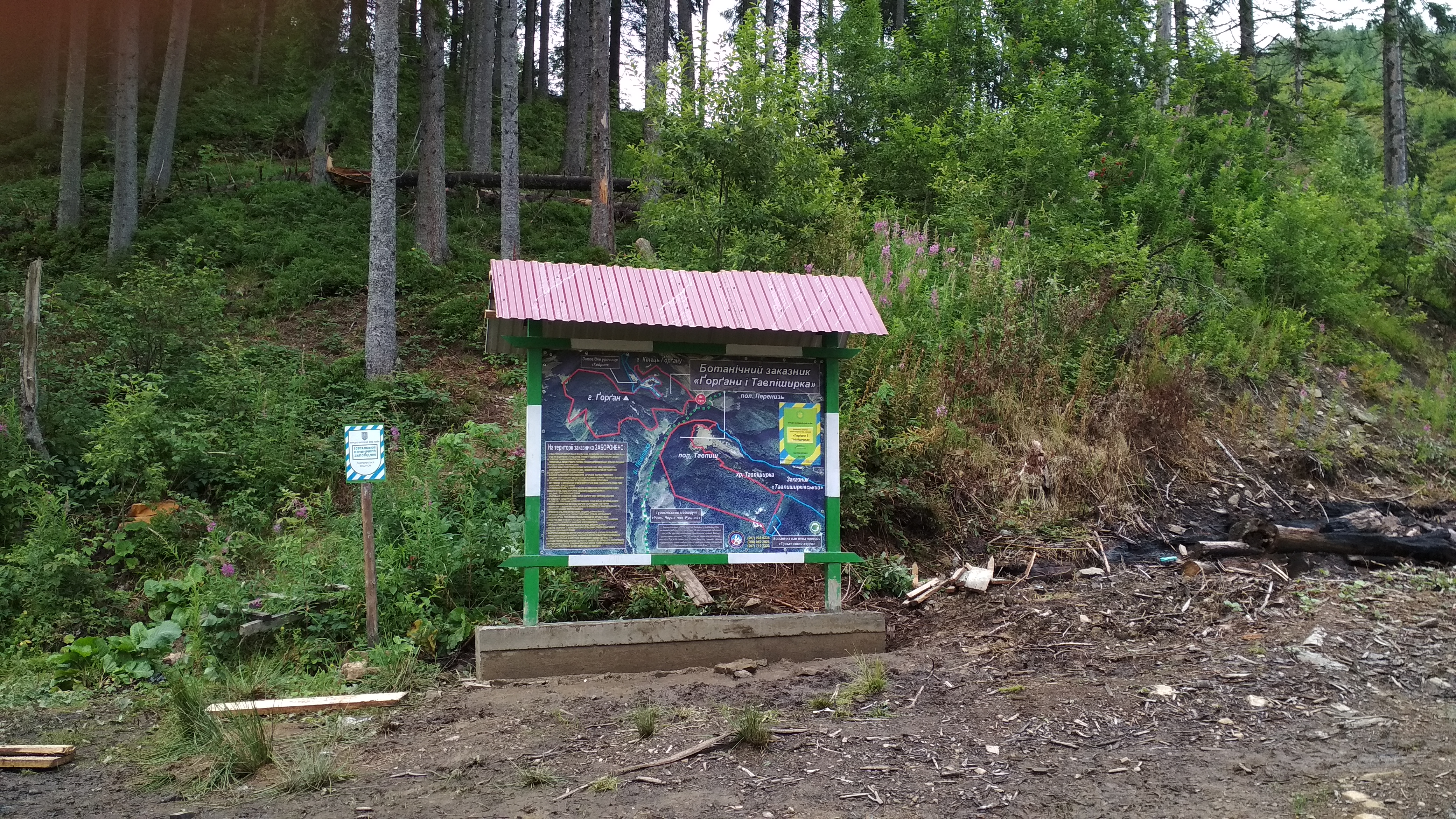
Інформаційний стенд